# Шестаков, Альфред Евгеньевич
 Альфред Евгеньевич Шестаков (родился 17 января 1935 года) — советский государственный и хозяйственный деятель, лауреат Государственной премии СССР, заместитель Министра общего машиностроения СССР (1987-1991 гг.) .

## Биография
Родился 17 января 1935 года в г. Салехарде Тюменской области. В 1958 г. окончил Московский станкостроительный институт и был направлен на оборонное предприятие п/я 2449 (ныне завод «Радиоприбор», Москва). Без отрыва от производства в 1963 г. окончил вечернее отделение Московского энергетического института», а в 1984 – Институт управления народным хозяйством Академии народного хозяйства СССР.
По распределению был направлен на оборонное предприятие п/я 2449 г. Москвы (ныне завод «Радиоприбор»). В 1965 году с должности Главного технолога - заместителя Главного инженера был откомандирован в центральный аппарат Министерства общего машиностроения СССР, где проработал до 1992 года.
За этот период он работал начальниками Главного управления гироскопического приборостроения, Главного технического управления, Главного производственно-технического управления, а с 1987 года – заместителем Министра общего машиностроения СССР.
В 1992-93 годах – первый вице-президент Корпорации «Российское общее машиностроение».
С 1994 по 2001 годы исполнял должность заместителя генерального директора Акционерного Общества «Рособщемаш».
В 2001-2004 годах – вице-президент, с 2005 по ноябрь 2006 года - Президент, а с июня 2007 года – заместитель Председателя Правления СОАО «Русский Страховой Центр». Курирует Дирекцию страхования предприятий радиоэлектронного комплекса.
В марте 2007 года избран на должности заместителя Председателя Комитета Торгово-Промышленной Палаты Российской Федерации по развитию авиационно-космического комплекса, Председателя Подкомитета по развитию ракетно-космической промышленности .

## Награды и почётные звания
- Орден Трудового Красного Знамени
- Знак Почёта
- Медаль «За заслуги в освоении космоса»[3].
- «Почетный изобретатель»
- Другие награды